# (35298) 1996 VH5
1996 VH5 (asteroide 35298) é um asteroide da cintura principal. Possui uma excentricidade de 0.21756620 e uma inclinação de 6.27577º.
Este asteroide foi descoberto no dia 3 de novembro de 1996 por Kin Endate e Kazuro Watanabe em Kitami.